# Doubs
Doubs là một tỉnh của Pháp, thuộc vùng hành chính Bourgogne-Franche-Comté, tỉnh lỵ Besançon, bao gồm 3 quận với các quận lỵ còn lại là: Montbéliard, Pontarlier.